# Storm (VNJ-tijdschrift)
Het maandblad Storm is het door Jaak Van Haerenborgh in 1961 opgerichte tijdschrift van het Vlaams Nationaal Jeugdverbond. Rob Verreycken schreef een tijdlang onder de naam 'Rover' verschillende artikels in dit tijdschrift.